# Verena Rentsch

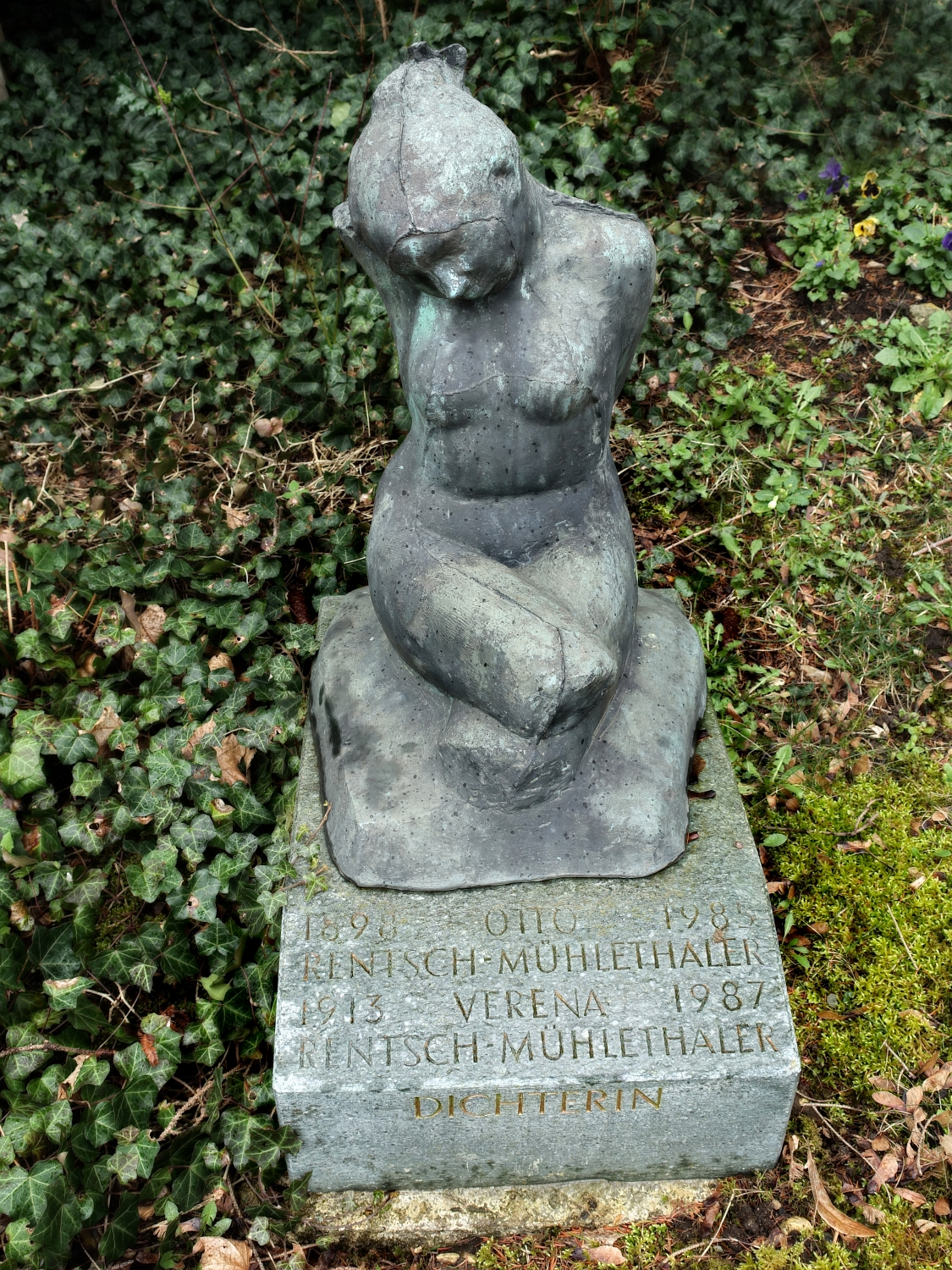
Ehrengrabfeld, Friedhof Liestal. Grabplastik Melancolia von Jakob Probst

Verena Rentsch-Mühlethaler (* 17. Oktober 1913 in Basel; † 19. Juli 1987 in Liestal) war eine Schweizer Lyrikerin, Erzieherin und Betriebspsychologin.

## Leben und Werk
Verena Rentsch wuchs in Bettingen und Riehen auf. Sie war die Tochter des Jakob Mühlethaler von Bettingen und Langenbruck und der Emma Verena Wassermann. Nach einem Studium in München (Abschluss als Dr. rer. pol.) arbeitete sie als Sekretärin bei der Ciba in Basel und als Betriebspsychologin in Schönenwerd in der Firma Bally.
1946 heiratete sie Otto Rentsch (1898–1985) und wurde Mutter von drei Kindern. 
Verena Rentsch schrieb Lyrik und Erzählungen, die sie in Buchform oder in Zeitschriften veröffentlichte. Ihr Gedicht Frieden erschien beispielsweise in der Zeitschrift des Schweizerischen Roten Kreuzes.

## Werke (Auswahl)
- Und immer noch wächst der Mond, Gedichte, Farbholzschnitte von Hanns Studer, Liestal 1967
- Wüstenrose, Gedichte, Zürich 1971
- Kaum merkliche Übergänge, Erzählungen, Zürich 1972
- Anflug von Grün, Gedichte, Wiesbaden 1974
- Ins Wort gefasst, Gedichte, Schaffhausen 1977
- Sinai ein Ur, mit 14 Zeichnungen von Hansueli Holzer, Schaffhausen 1977